# Museo de Ciencia y Tecnología de Mérida
El Museo de Ciencia y Tecnología es un museo científico-tecnológico ubicado en la ciudad de Mérida, capital del Estado Mérida en Venezuela. Este fue inaugurado el 30 de noviembre de 1995, en los espacios donde anteriormente funcionaba la antigua central azucarera de Los Andes, con el objetivo de despertar el interés de niños y jóvenes por el tema científico y tecnológico.
Este museo es único en su tipo en la región andina venezolana e incluso, a lo largo del tiempo se ha convertido en punto de referencia, en cuanto a los atractivos turísticos con los cuales cuenta el Estado Mérida.

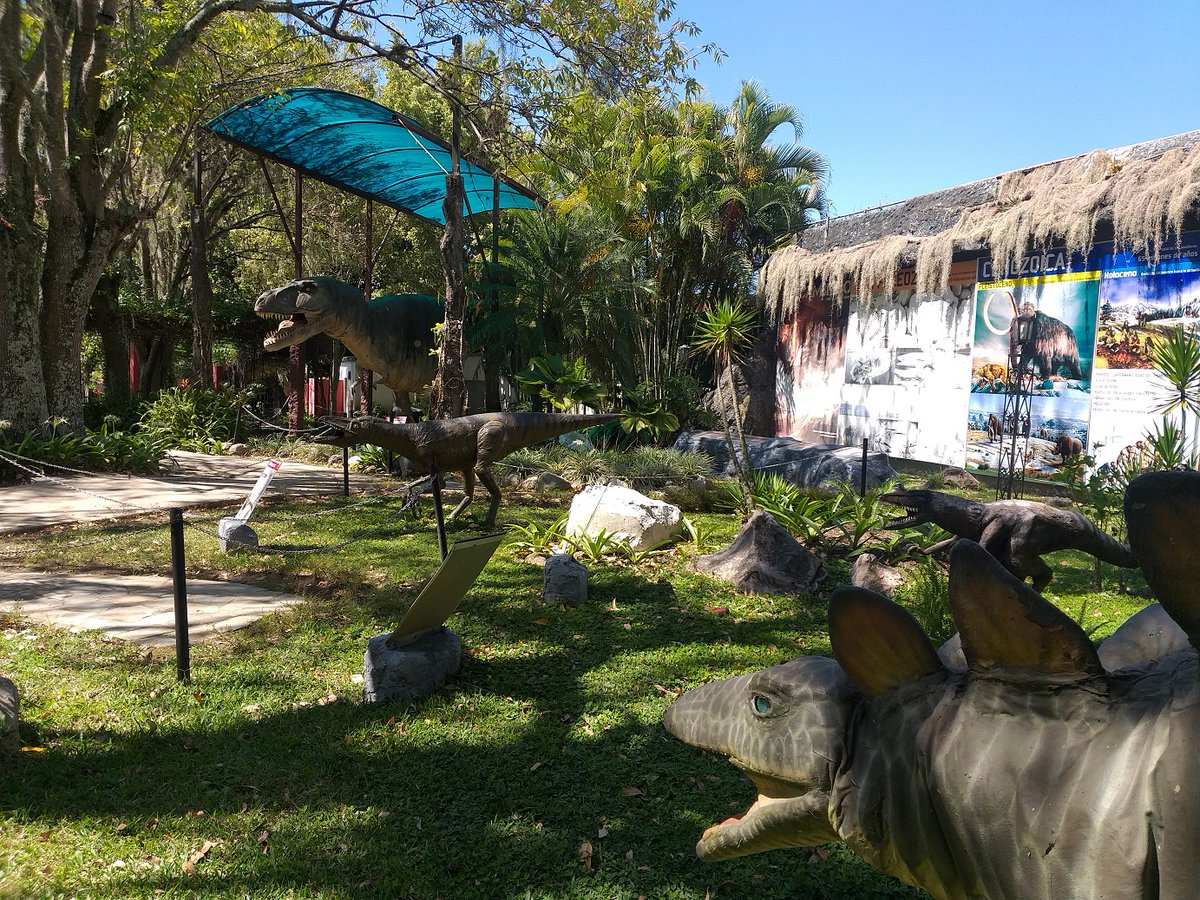
Espacio de exhibición de especies prehistóricas

## Instalaciones
El recorrido que ofrece actualmente el museo se enfoca en la enseñanza y exposición de estudios científicos y evolución tecnológica, por las instalaciones del museo con las zonas de:

### Tecnología y computación
En esta exposición se da una breve historia sobre la computación a través de los años y la evolución tecnológica que esto implicó en la vida diaria de las personas.
A su vez mostrando una breve historia de la empresa estatal Venezolana de Industria Tecnológica (VIT) enfocada en la fabricación y el ensamblaje de herramientas tecnológicas y otros accesorios para el mercado nacional.

### Prehistoria
Se ubica en un espacio abierto rodeado de plantas y un gran lago, los cuales están acompañados de una variedad en modelos de especies prehistóricas de diversas categorías y eras, acompañadas de carteles y leyendas con información sobre estas especies y sus respectivas eras.

### La Tierra y sus placas tectónicas
En esta sección se da a exponer la información e historia del globo terráqueo junto a las placas tectónicas que conforman a este, mostrando con herramientas y objetos, los efectos y consecuencias que pueden producir los terremotos, explicando sus diferentes fases, efectos, medidas preventivas y tecnologías empleadas.

### Lago central
El museo en si se encuentra rodeado de un gran lago con diversas especies de animales viviendo ahí, destacando a las tortugas acuáticas que habitan éste. los lugareños le dicen laguna la Rosa por una historia de una señora llamada Rosa, que según dicen se perdió en la laguna 

### Mini café
El museo a su vez posee un mini café cerca del lago en el cual el usuario podrá descansar y consumir alimentos, incluyendo un giroscopio en el cual dos usuarios ingresan y son rotados en diferentes grados y ángulos con fin recreativo.